# Cymothoa carryensis
Cymothoa carryensis là một loài chân đều trong họ Cymothoidae. Loài này được Gourret miêu tả khoa học năm 1892.